# Немексия
„Немексия“  е браузър базирана игра, мултиплейър онлайн стратегия. Всеки играч избира своя раса и изгражда собствена империя. С помощта на приятелите си, той може да се състезава за завладяването на Вселената като изгради Върховния Галактически Портал (ВГП).

## История
Немексия  е безплатна браузър базирана игра, продуцирана и пусната от българската компания XS Software.  през септември 2009 г., първоначално само в България. До края на същата година, Немексия е пусната в още 13 страни и вече има над 120 000 регистрирани играчи.

## Версии
Играта е претърпяла няколко големи промени през годините, всяка една от тях е отбелязана като различна версия.
- Немексия 2.0 – ‘‘‘Еволюция’’’ [9][10][11] (2011) – добавени са нови командващи единици – Адмирал, Командирски кораби с напълно обновен игрови интерфейс.
- Немексия 3.0 – ‘‘‘Апокалипсис’’’ [12] (2012) – добавена е нова извънземна заплаха – Ренегатите, представени са и нов вид защитни единици с подобрена бойна система.
- Немексия 4.0 – ‘‘‘Изкупление’’’ [13] (2013) – добавени са схеми за нови Командирски кораби и опция за създаване на екипировка за Адмирала.
- Немексия 5.0 – ‘‘‘Превъзходство’’’ [14] (2014) – нова опция: Галактическа Арена, място за междувселенски битки срещу хиляди други играчи.

## Гейм плей
Немексия  е рундова игра, което означава, че след постигане на Отборната Цел , вселената се рестартира и всички играчи започват да се състезават за слава отначало.
По време на всеки рунд могат да се колонизират до 6 планети и империята ви да се разрастне в няколко галактики. Всяка планета може да бъде развивана самостоятелно като подкрепяща, добивна или бойна. Дори да бъде загубена в битка, нова планета може да бъде колонизирана на нейно място.

### Раси и единици
Немексия  има три различни раси: Хора (Конфедерацията), Роботи (Тертетите) и Насекоми/Живи създания (Ноксите). Всяка раса има специфичен набор от единици с уникални умения. 
Разнообразието от кораби и единици позволява избор между няколко различни бойни стратегии. Има 7 вида бойни кораби, 5 вида цивилни и един обслужващ кораб, както и 7 вида защитни единици, които могат да бъдат използвани за защита на планетата, когато корабите са на мисия. Могат да се построят два планетарни щита, които да предпазят планетите на играча от малки вражески набези.

### Науки
Има 22 различни науки, които са в голяма помощ на играча през определен период от неговото развитие. Заради огромното разстояние между различните планети на играча, скоростта на корабите може да бъде увеличена до 750% с помощта на няколко специални науки, което подпомага достигането до желаната локация. Има науки, които увеличават добива на ресурс или осигуряват допълнителен бонус към Атаката и Живота на единиците. Някои от тях отключват скрити тайни за развиване на грандиозни единици.

### Съюзи и Отборни планети
Всеки играч може да се присъедини или да създаде свой собствен съюз с помощта на приятелите си от другите раси. Заедно могат да изградят Отборна планета и от нея да атакуват други съюзи или дори Слънца. Всяка атака на Слънце увеличава шанса за получаване на Кристал. След като са събрани всичките 10 кристала се отключва опцията за строеж на уникални сгради, които позволяват изпълнението на Отборната цел. 